# نوفي دي مودينا
نوفي دي مودينا (بالإيطالية: Novi di Modena)‏ هي بلدية في مقاطعة مودينا في إقليم إميليا رومانيا الإيطالي.

## السكان
في سنة 1861 بلغ عدد السكان 5٬637 نسمة، وتطور العدد ليصل في سنة 2011 لـ 10٬972 نسمة.
يظهر هذا المخطط البياني تطور النمو السكاني لـ نوفي دي مودينا